# لامبرت روبرتس
لامبرت روبرتس (بالإنجليزية: Lambert Roberts)‏ (13 مارس 1878 في المملكة المتحدة - 26 يونيو 1919 في غانا) هو لاعب كريكت بريطاني (وحمل سابقاً جنسية المملكة المتحدة لبريطانيا العظمى وأيرلندا). لعب مع نادي مقاطعة غلوستر للكريكت ‏.

## وصلات خارجية
- لامبرت روبرتس على موقع إي آس بي آن كريك إنفو (الإنجليزية)